# Xeque-Mate (telenovela)
Xeque-Mate é uma telenovela brasileira que foi produzida pela extinta Rede Tupi e exibida entre 29 de março a 2 de outubro de 1976, às 20 horas, substituindo A Viagem e sendo substituída por O Julgamento, tendo 161 capítulos.
Foi escrita por Walther Negrão e Chico de Assis, com direção de David Grimberg.
Contou com Maria Isabel de Lizandra, Ênio Gonçalves, Edney Giovenazzi, Maria Luíza Castelli, Lílian Lemmertz, Raul Cortez, Rodolfo Mayer e Laerte Morrone nos papéis principais.
Dos 141 capítulos originalmente exibidos, apenas 7 foram preservados, estando sob a guarda da Cinemateca Brasileira.

## Sinopse
Uma história de amor e ódio que começa no ano de 1939 tendo como pano de fundo os tempos que precedem a Segunda Guerra Mundial, quando surgem os primeiros rumores dos conflitos internacionais. Em São Paulo, aparecem as grandes mansões das famílias tradicionais, que experimentam a transição de uma sociedade que evolui do ciclo do café para a industrialização.
Os viúvos Dr. Arnaldo Lemos e Dona Carolina Bastos são vizinhos num elegante bairro da cidade. Nancy e Lúcia são as filhas de Arnaldo Lemos, Nancy é uma moça que ambiciona a liberdade. Avançada para a sociedade da época, viaja a Paris para desfrutar dos bons anos precedentes à guerra. Enquanto Lúcia é uma filha dedicada ao pai e ao lar, não pensa no amor, mas sabe que tão logo, chegará. Dr. Lemos é um banqueiro, sócio da casa Lemos & Bastos. Seu amigo sócio é o falecido marido Carolina. Por sua vez, Carolina é mãe de Rodolfo e Helena. Ela é uma garota que ainda está no curso colegial, enquanto Rodolfo é um sujeito desalmado e de uma ambição desmedida, apaixonado por Lúcia, que o despreza. Sua meta principal é destruir o Dr. Lemos e tomar a liderança do banco. Carolina, uma criatura adorável, não percebe as más intenções do filho.
Na mansão do Dr. Lemos trabalha Sebastião, um mordomo cheio de classe e distinção, simpatizante da política liberal de Henry Ford. Os outros moradores da casa são João, Alzira e Carlinhos, o chofer, a cozinheira e o filho do casal, respectivamente. João e sua família vieram do campo em busca do progresso na capital, em 1930. O Padre Inácio foi quem os levou para trabalhar na casa do Dr. Lemos. Na casa de Dona Carolina, trabalham Cida, uma garota negra, que sonha em se casar com Demóstenes, um jornaleiro que quer ser jornalista; Matias, um antigo lutador de boxe, de índole violenta, chofer de Rodolfo; e Mariana, a governanta. Mariana, uma mulher discreta e educada, repudia as investidas românticas de Matias. Vive para o trabalho tendo com Sebastião uma relação cordial, onde ambos trocam impressões sobre as duas famílias.
A Condessa de Acqua Santiera é uma figura ilustre na sociedade paulistana da época. Ex-vedete de revistas, depois que ficou viúva de um conde italiano, casou-se com José Maria Bicudo, seu empresário, que se tornou, então, o Conde Acqua Santiera. Diogo é um sujeito simples que procura garantir seu emprego no banco, a qualquer custo. Por isso submete-se aos desmandos de Rodolfo. Outro personagem de destaque é o judeu Salomão, um hábil negociante, dono de uma casa de penhor. Revela o medo dos judeus naqueles tempos em que o antissemitismo ganhava impulso na Europa nazista.
Padre Inácio põe em prática a doutrina cristã, recuperando os mendigos e vagabundos em seu albergue. Dentre tantos, um trio chama a atenção: os amigos Aldo, Raffles e Nariz. Aldo, um homem misterioso, traz um grande segredo de seu passado. Ele era um mendigo que despertava a curiosidade de todos, pois, apesar de sua condição, se portava como um cavalheiro. Na realidade, Aldo era um burguês, estudante em Paris, quando conheceu a frívola Nancy, por quem se apaixonou perdidamente. Depois que ela o abandonou, ele caiu na sarjeta e resolveu descobrir os valores da vida vivendo como mendigo.
Já no Brasil, Aldo conhece Lúcia, arrebatando seu amor, sem saber que é irmã de Nancy. Já civilizado, vai trabalhar no banco da família da noiva. Na reta final da trama, Rodolfo dá um desfalque no banco armando para que a culpa recaia sobre Aldo. Ele é preso e em seu julgamento, seu pai, Leonardo Xavier, aparece para inocentá-lo e desvendar o seu mistério. Para a surpresa de todos, Aldo é herdeiro de uma grande fortuna, portanto não tinha porque roubar o banco. Enquanto isso, Nancy, pela primeira vez renunciando ao luxo e à riqueza, deixa-se levar pelo amor do mordomo Sebastião. E Rodolfo, renegado por todos, termina seus dias como louco em um asilo.

## Elenco
| Ator                     | Personagem                               |
| ------------------------ | ---------------------------------------- |
| Maria Isabel de Lizandra | Lúcia Lemos                              |
| Ênio Gonçalves           | Aldo Xavier                              |
| Edney Giovenazzi         | Rodolfo Bastos                           |
| Maria Luiza Castelli     | Mariana                                  |
| Lilian Lemmertz          | Nancy Lemos                              |
| Raul Cortez              | Sebastião                                |
| Rodolfo Mayer            | Dr. Arnaldo Lemos                        |
| Lia de Aguiar            | Carolina Bastos                          |
| Laerte Morrone           | Conde Acqua Santiera (José Maria Bicudo) |
| Silvana Lopes            | Mimi (Condessa de Acqua Santiera)        |
| Elias Gleizer            | Padre Inácio                             |
| Cláudio Corrêa e Castro  | Raffles                                  |
| Eduardo Abbas            | Nariz                                    |
| Ewerton de Castro        | Carlinhos                                |
| Silvia Leblon            | Helena                                   |
| Carlos Koppa             | Matias                                   |
| Oswaldo Campozana        | Diogo                                    |
| Abrahão Farc             | Salomão                                  |
| Riva Nimitz              | Raquel                                   |
| Dante Rui                | João                                     |
| Wilma de Aguiar          | Alzira                                   |
| Paulo Padilha            | Dr. Brito                                |
| Adoniran Barbosa         | Firmino                                  |
| Marcos Waimberg          | Rui                                      |
| Ângela Maria Berna       | Dirce                                    |
| Eunice Mendes            | Dora                                     |
| Ricardo Dias             | Demóstenes                               |
| José Rubens Chachá       | Edson                                    |
| Paulo R. Negreiros Faria | Geraldo                                  |
| Elisabeth Duda           | Marília                                  |
| Cinira Camargo           | Vera                                     |
| André Loureiro           | Cláudio                                  |
| Marlene Marques          | Clara                                    |
| Wálter Forster           | Leonardo Xavier                          |
| André Loureiro           |                                          |

## Trilha sonora

### Nacional
1. "Nancy (Olhos Azuis)" — Tom Zé
2. "Romance" — Radamés Gnattali e Sua Orquestra
3. "Eu Sonhei Que Tu Estavas Tão Linda" — Os Violinos Românticos
4. "Nostalgia" — Paulo Moura
5. "Súplica" — Dorival
6. "Quem Sabe?" — Avena de Castro
7. "A Dama de Vermelho" — Tom Zé
8. "Primavera" — Os Violinos Românticos
9. "Rosa" — Dorival
10. "Flor do Mal" — Radamés Gnattali e Sua Orquestra
11. "Você" — Francisco Petrônio
12. "Nancy (Olhos Azuis)" — Orquestra Continental

### Internacional
1. "Autumn Leaves" — Roger Williams
2. "Stella By Starlight" — Victor Silvester
3. "Tema Di Margherita" — Bruno Nicolai
4. "Georgia On My Mind" — Les 4 Cadillacs
5. "Mano a Mano" — Greg Segura
6. "September Song" — Roger Williams
7. "Fascination" — Os Violinos Românticos
8. "Clair de Lune" — Roger Williams
9. "Vincent (Starry, Starry Night)" — The Amazing Grace
10. "To Love Again" — Carmen Cavallaro
11. "Cuatro Vidas" — Elvira Rios
12. "Twilight Nocturne" — Victor Young